# Innamincka Regional Reserve
Innamincka Regional Reserve est une aire protégée située au nord-est de l'Australie-Méridionale qui comprend la localité d' Innamincka. 

## Histoire
La réserve régionale est déclarée le 22 décembre 1988 en vertu de la loi de 1972 (National Parks and Wildlife Act 1972 (en)) sur les parcs nationaux et la faune sur une parcelle de terrain qui faisait auparavant partie du bail pastoral d'Innamincka pour la reconnaître comme « un lieu d'importance majeure pour la conservation » tout en permettant l'activité minière et agricole en cours. C'est la première « réserve à usages multiples administrée par une agence de conservation de la nature » à être déclarée en Australie-Méridionale dans la catégorie de réserve régionale prévue dans la loi de 1972 sur les parcs nationaux et la faune.
Elle est en partie située sur des terres qui ont été inscrites sur la liste des zones humides d'importance internationale en vertu de la convention de Ramsar sous le nom de Coongie Lakes en 1987. En 2005, une parcelle de terre a été retirée de la réserve régionale pour créer le parc national maintenant connu sous le nom de Parc national des lacs Malkumba-Coongie (Malkumba-Coongie Lakes National Park (en)). Il comprend également la zone patrimoniale de l'État d'Innamincka / Cooper Creek. La réserve régionale est classée comme aire protégée de catégorie VI (IUCN protected area categories (en) de l'UICN,,,,.